# الیور استون
ویلیام الیور استون (انگلیسی: Oliver Stone؛ زاده ۱۵ سپتامبر ۱۹۴۶) کارگردان، تهیه‌کننده و فیلم‌نامه‌نویس آمریکایی است. استون به عنوان کارگردانی جنجالی اما تحسین‌شده شناخته می‌شود که به موضوعاتی از جنگ ویتنام و سیاست آمریکا گرفته تا فیلم‌های زندگی‌نامه‌ای موزیکال و درام‌های جنایی می‌پردازد. او جوایز متعددی از جمله چهار جایزه اسکار، یک جایزه فیلم بفتا، یک جایزه امی ساعات پربیننده و پنج جایزه گلدن گلوب دریافت کرده است.
استون در شهر نیویورک متولد شد و مدتی بعد در دانشگاه ییل تحصیل کرد. در سال ۱۹۶۷، استون در طول جنگ ویتنام در ارتش ایالات متحده ثبت نام کرد. سپس از سال ۱۹۶۷ تا ۱۹۶۸ در لشکر ۲۵ پیاده نظام خدمت کرد و دو بار در عملیات مجروح شد. برای خدمت خود، او افتخارات نظامی مانند نشان ستاره برنزی با دستگاه "V" برای شجاعت، پرپل هارت با خوشه برگ بلوط، مدال خدمات دفاع ملی، مدال خدمات ویتنام با یک ستاره خدمات نقره‌ای دریافت کرد. خدمت او در ویتنام پایه و اساس کار بعدی او به عنوان یک فیلمساز در به تصویر کشیدن وحشیگری جنگ خواهد بود.

## زندگی و زمانه
. . . الیور استون وجدان آگاه و بیدار سینمای آمریکاست که دید لیبرال دموکرات بسیار قوی‌ای دارد و حضورش در آن جامعه ارزشمند است.

بهمن مقصودلو، ۱۳۷۰
او به واسطه کارگردانی سری فیلم‌هایی که در مورد جنگ ویتنام ساخته شده بود، به شهرت رسید و تاکنون سه بار موفق به دریافت جایزه اسکار شده‌است.
در سال ۱۹۶۵ استون به عنوان یک معلم زبان انگلیسی در سایگون پایتخت ویتنام جنوبی مشغول به کار شد. بعد از شش ماه آنجا را ترک کرد و به مکزیک رفت. از همان موقع کار روی داستانش مربوط به جنگ ویتنام را آغاز کرد که بالاخره بعد از یک دهه در سال ۱۹۹۷ به پایان رسید. وی پدر شان استون بازیگر هالیوود است.

## فیلم‌شناسی
| نام فیلم                                    | سال  | کارگردانی | فیلمنامه |
| ------------------------------------------- | ---- | --------- | -------- |
| تشنج                                        | ۱۹۷۴ | آری       |          |
| قطار سریع‌السیر نیمه‌شب                       | ۱۹۷۸ |           | آری      |
| دست                                         | ۱۹۸۱ | آری       |          |
| کونان بربر                                  | ۱۹۸۲ |           | آری      |
| صورت‌زخمی                                    | ۱۹۸۳ |           | آری      |
| سال اژدها                                   | ۱۹۸۵ |           | آری      |
| ۸ میلیون راه برای مردن                      | ۱۹۸۶ |           | آری      |
| سالوادور                                    | ۱۹۸۶ | آری       |          |
| جوخه                                        | ۱۹۸۶ | آری       |          |
| وال استریت                                  | ۱۹۸۷ | آری       |          |
| رادیو گفتگو                                 | ۱۹۸۸ | آری       |          |
| متولد چهارم ژوئیه                           | ۱۹۸۹ | آری       |          |
| دورز                                        | ۱۹۹۱ | آری       |          |
| جی‌اف‌کی                                      | ۱۹۹۱ | آری       |          |
| بهشت و زمین                                 | ۱۹۹۳ | آری       |          |
| قاتلین بالفطره                              | ۱۹۹۴ | آری       |          |
| نیکسون                                      | ۱۹۹۵ | آری       |          |
| اویتا                                       | ۱۹۹۶ |           | آری      |
| دور برگردان                                 | ۱۹۹۷ | آری       |          |
| هر یکشنبه کذایی                             | ۱۹۹۹ | آری       |          |
| شخص غیرقابل قبول (مستند)                    | ۲۰۰۳ | آری       |          |
| فرمانده (مستند)                             | ۲۰۰۳ | آری       |          |
| در جستجوی فیدل (مستند)                      | ۲۰۰۴ | آری       |          |
| اسکندر                                      | ۲۰۰۴ | آری       |          |
| مرکز تجارت جهانی                            | ۲۰۰۶ | آری       |          |
| دبلیو                                       | ۲۰۰۸ | آری       |          |
| جنوب مرز (مستند)                            | ۲۰۰۹ | آری       |          |
| وال استریت: پول هرگز نمی‌خوابد               | ۲۰۱۰ | آری       |          |
| وحشی‌ها                                      | ۲۰۱۲ | آری       |          |
| تاریخ ناگفته آمریکا اثر الیور استون (مستند) | ۲۰۱۲ | آری       |          |
| اسنودن                                      | ۲۰۱۶ | آری       |          |